# Röduppholmen
Röduppholmen is een eiland in de Zweedse Kalixälven. Het eiland ligt tussen de hoofdrivier en een meander van diezelfde rivier. Het heeft in het zuiden een oeververbinding en er staan inmiddels enige gebouwen op. Het ligt tegenover het dorp Rödupp.